# Dysaules
Dysaules es una género de mantis perteneciente a la familia de los taracódidos.

## Especies
Este género contiene las siguientes especies:
- Dysaules brevipennis
- Dysaules himalayanus
- Dysaules longicollis
- Dysaules uvana